# Peishi
Peishi (kinesiska: 培石) är en socken i sydvästra Kina. Den ligger i häradet Wushan i storstadsområdet Chongqing, omkring 370 kilometer nordost om det centrala stadsdistriktet Yuzhong. Antalet invånare är 6460. Befolkningen består av 3 167 kvinnor och 3 293 män. Barn under 15 år utgör 22,0 %, vuxna 15-64 år 64 %, och äldre över 65 år 13,0 %.